# Gornje Zuniče
Gornje Zuniče (em cirílico: Горње Зуниче) é uma vila da Sérvia localizada no município de Knjaževac, pertencente ao distrito de Zaječar, na região de Timočka Krajina. A sua população era de 421 habitantes segundo o censo de 2011.

## Demografia
| 1948 | 1953 | 1961 | 1971 | 1981 | 1991 | 2002 | 2011 |
| ---- | ---- | ---- | ---- | ---- | ---- | ---- | ---- |
| 511  | 528  | 544  | 562  | 606  | 526  | 475  | 421  |